# Aziz Terroufi
Aziz Terroufi est un boxeur français né le 22 juillet 1972 à Champagnole dans le Jura.

## Biographie
Aziz Terroufi commença dès le plus jeune âge la boxe en éducative, dans le club de Champagnole dont l'entraîneur fut Alphonse Mendy. Sélectionné à plusieurs reprises en équipe de France, Il fut trois fois champion de France amateur (coqs / plumes / légers). Il était considéré comme l'un des meilleurs espoirs de boxe anglaise dans sa catégorie, avec Julien Lorcy, Nordine Mouchi, Philippe Wartelle. Sa carrière de boxeur amateur fut très riche de victoires nationales et internationales. C'est avec son entraîneur Serge Pantel, de Lons-le-Saunier, que sa carrière prit une ampleur nationale et internationale.
Sa pré-sélection aux Jeux olympiques de Barcelone en 1992 a été déclinée pour des raisons personnelles. Il quitta par la suite le monde des amateurs pour entamer une carrière chez les professionnels sous la houlette de Rufino Angulo avec lequel il disputait ses six premiers combats en Espagne. L'entente avec ce dernier s'assombrit pour des raisons financières.
Ensuite il intégra le club de Levallois-Perret, où il fut le sparring-partner de Jean-Baptiste Mendy. Il atteignit la finale du tournoi de France professionnel, où il s'inclina pour le titre. Il rejoignit ensuite le club d'Aubervilliers où il parvint de nouveau l'année suivante en finale du tournoi de France pro mais dut déclarer forfait faute de promoteur.

## Galerie d'images

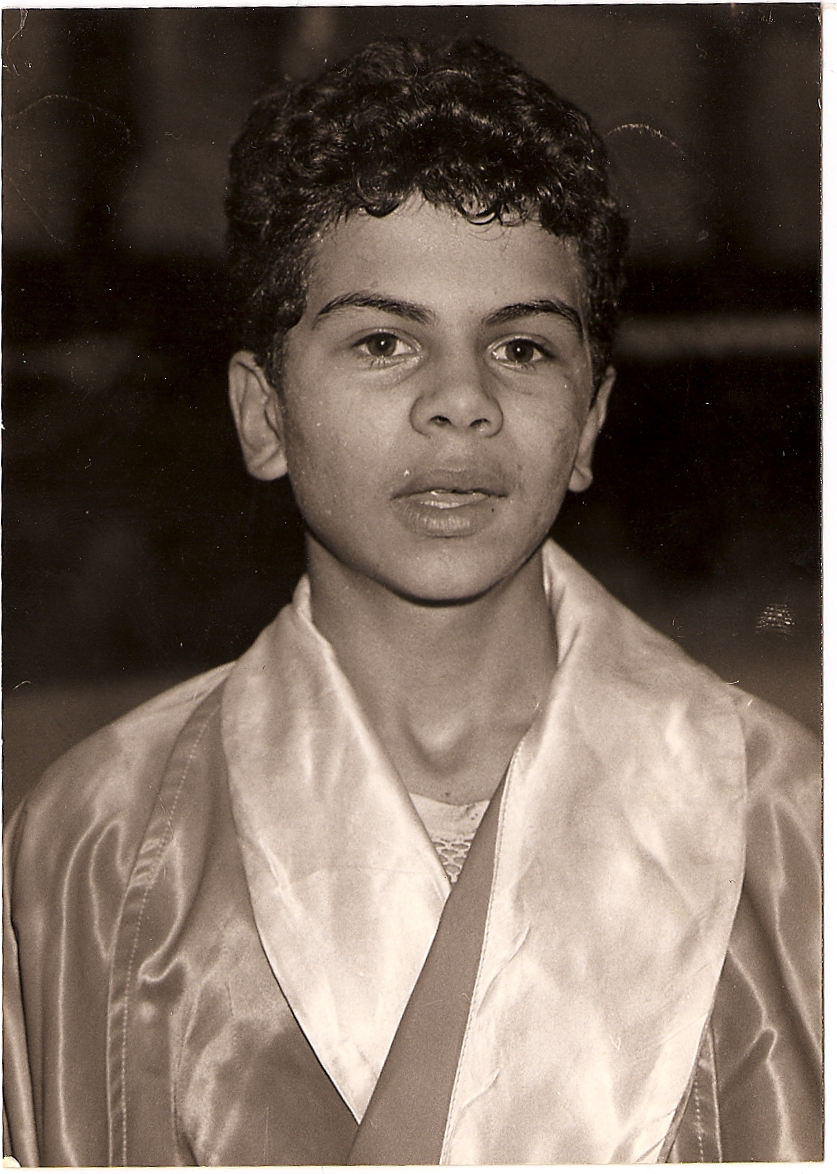
Après un combat, à 15 ans
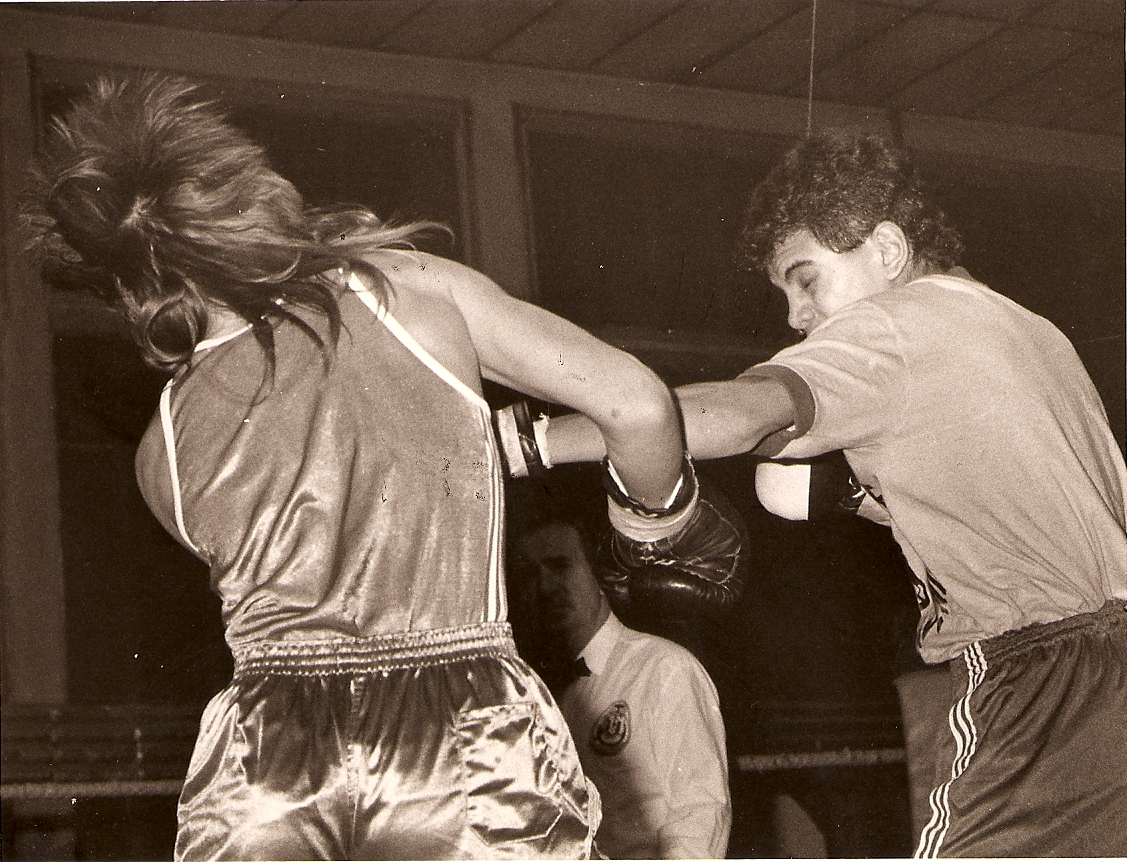
Combat pendant un gala
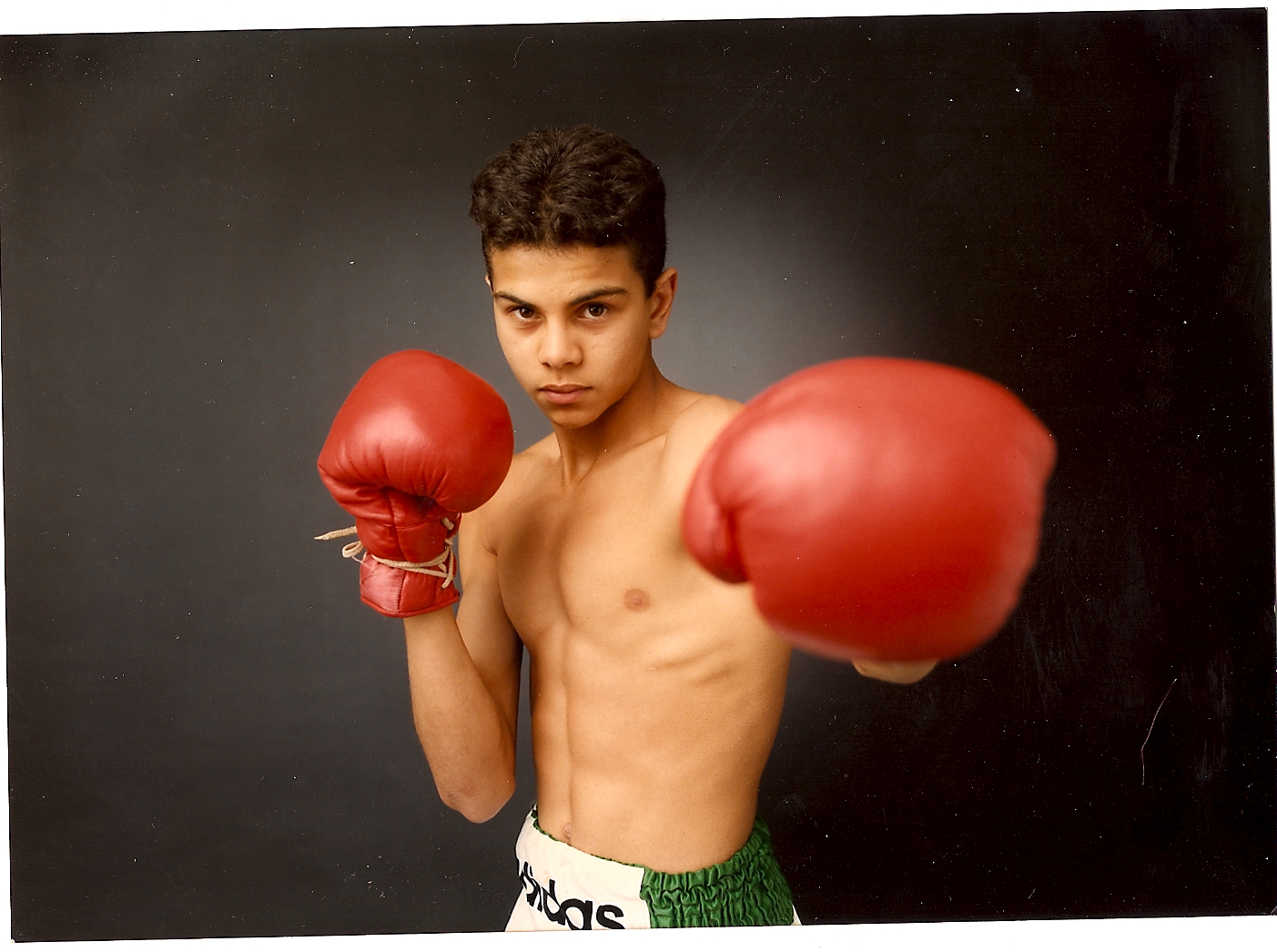
Après son premier titre de champion de France
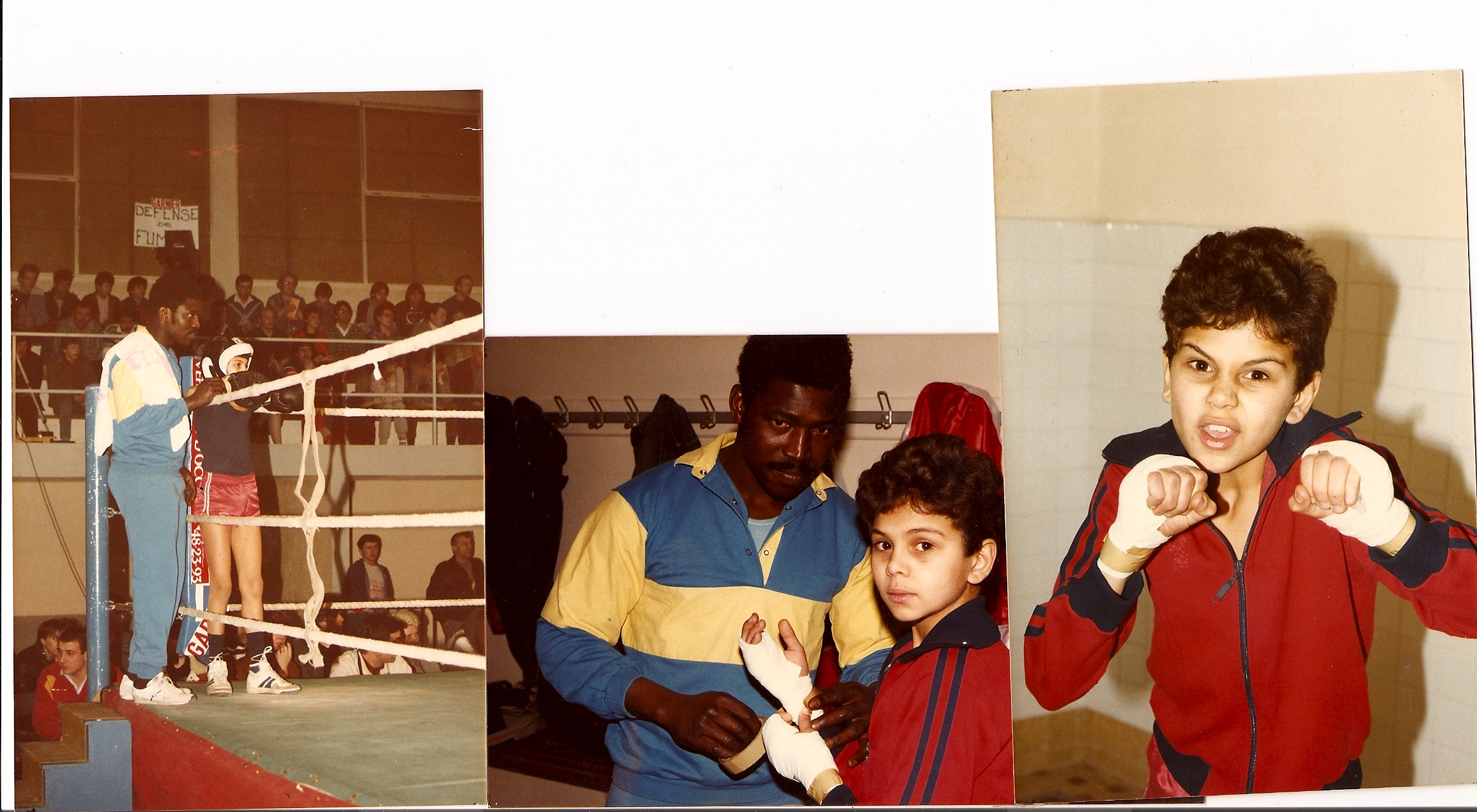
Avec Alphonse Mendy, son entraîneur en boxe éducative, lors d'un gala de boxe à Champagnole
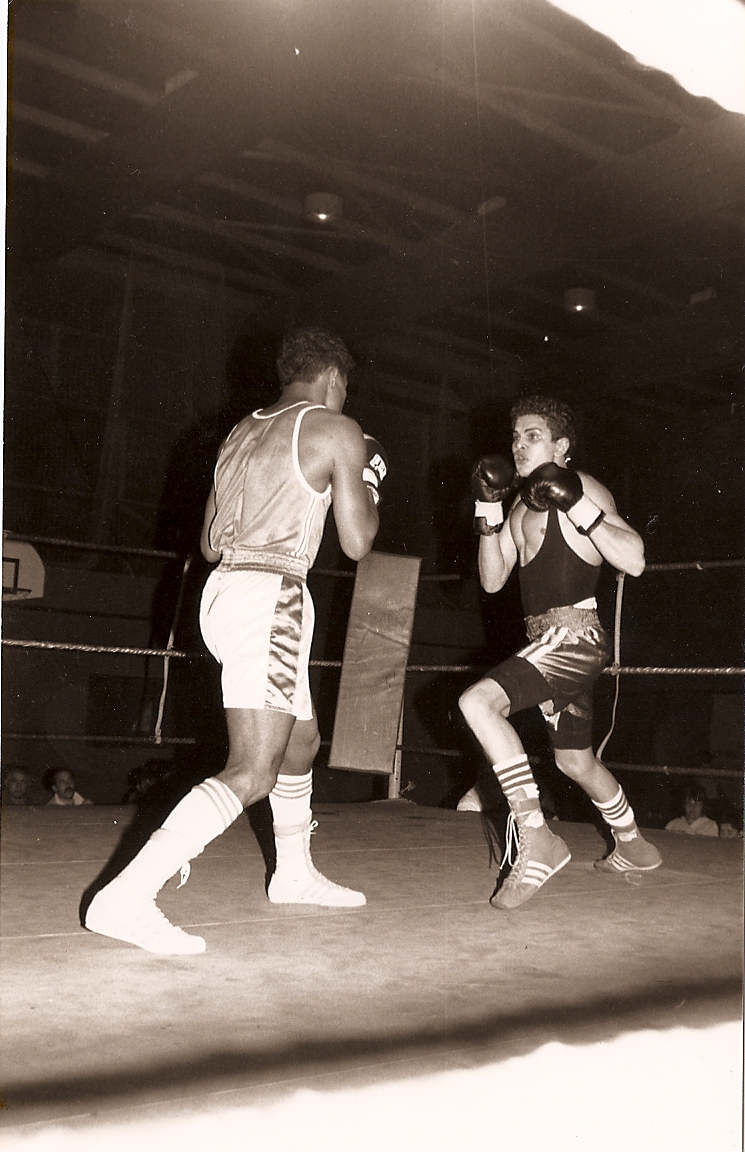
Lors d'un de ses derniers combats en amateur
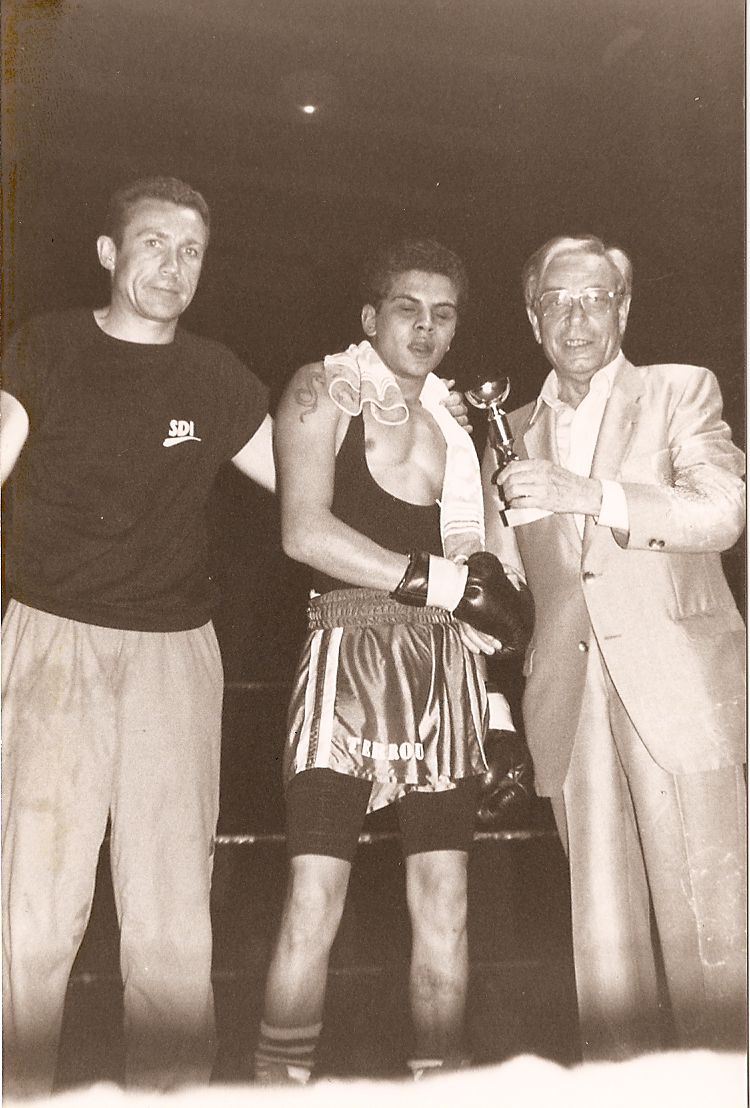
Réception du titre de meilleur boxeur, en présence de Serge Pantel son entraîneur (à gauche)
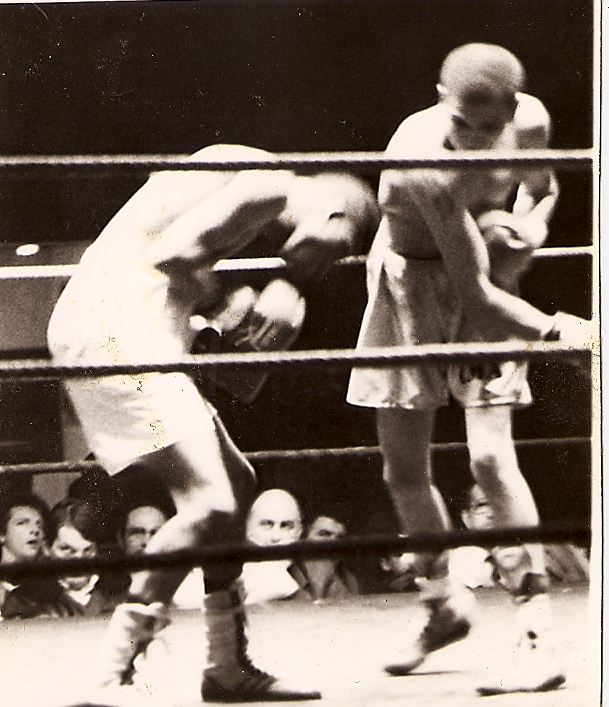
Un de ses combats en professionnel
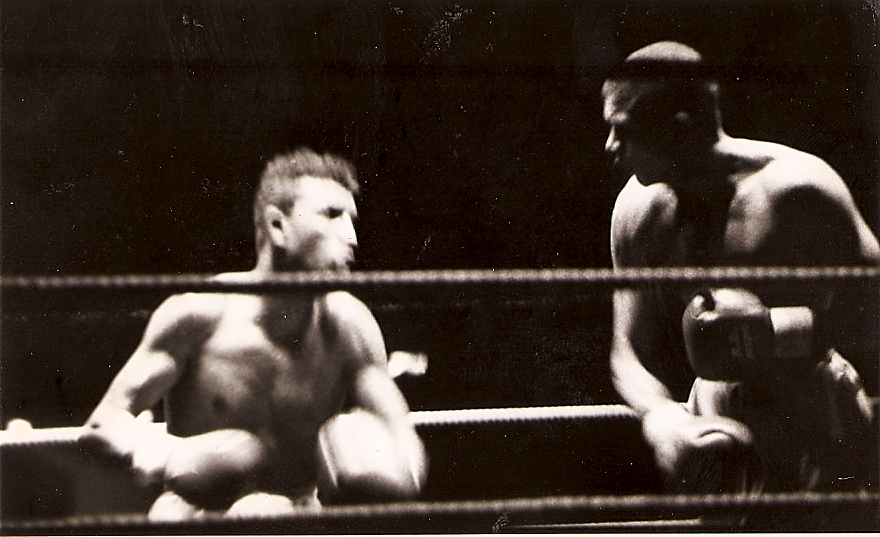
Un de ses combats en professionnel
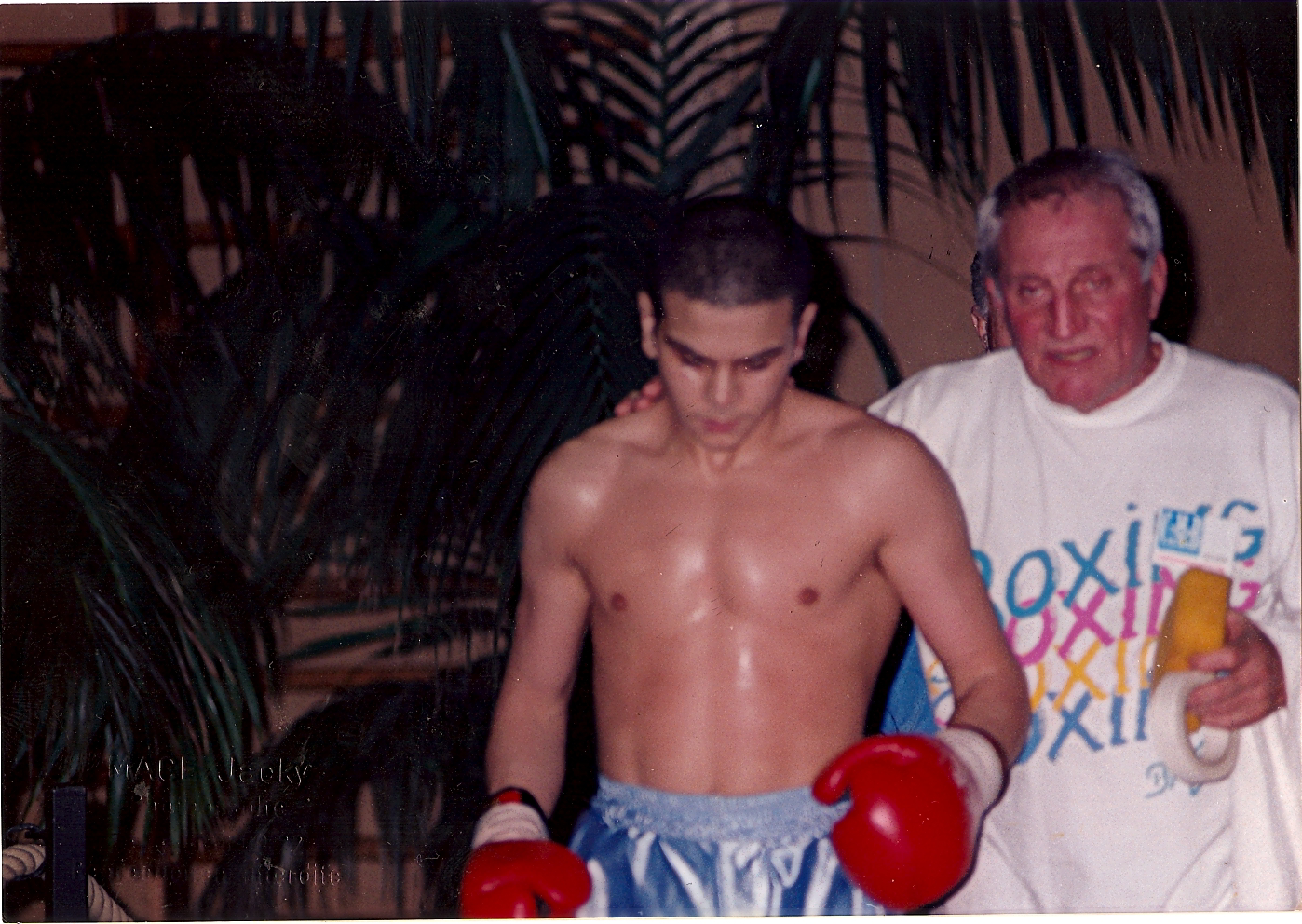
Un de ses combats en professionnel